# Paul Newman
Pour les articles homonymes, voir Newman.
Paul Newman, né le 26 janvier 1925 à Shaker Heights (Ohio) et mort le 26 septembre 2008 à Westport (Connecticut), est un acteur, réalisateur, producteur, scénariste, philanthrope et pilote automobile américain.
Considéré comme l'un des plus grands acteurs de l'histoire du cinéma, il marque le cinéma pendant plus de cinq décennies. Avec des rôles emblématiques dans des films tels que La Chatte sur un toit brûlant (1958), L'Arnaqueur (1961), Butch Cassidy et le Kid (1969), et L'Arnaque (1973), il remporte de nombreuses distinctions, dont un Oscar du meilleur acteur pour La Couleur de l'argent (1986).
Il commence sa carrière au théâtre avant de faire ses débuts à Hollywood dans les années 1950. Sa performance dans La Chatte sur un toit brûlant, face à Elizabeth Taylor, le propulse au rang de superstar, et il devient rapidement l'un des acteurs les plus recherchés de sa génération. Il enchaîne les succès dans des films devenus des classiques, tels que Luke la main froide (1967), où il incarne un détenu rebelle, et Butch Cassidy et le Kid, une comédie western dans laquelle il partage l'affiche avec Robert Redford, marquant le début d'une collaboration légendaire entre les deux acteurs. Leur duo se poursuit avec L'Arnaque, un film de casse primé aux Oscars qui reste l'un des plus grands succès du cinéma des années 1970.
Outre sa carrière d'acteur, il se distingue comme réalisateur avec des films tels que Rachel, Rachel (1968), mettant en vedette son épouse Joanne Woodward, qui reçoit des éloges critiques et plusieurs nominations aux Oscars. Sa passion pour les sports automobiles le mène également à une carrière de pilote couronnée de succès, remportant plusieurs compétitions et devenant une figure respectée dans le monde du sport automobile.
Philanthrope engagé, il consacre une grande partie de sa vie et de sa fortune à des œuvres caritatives. En 1982, il fonde Newman's Own (en), une entreprise alimentaire dont tous les bénéfices sont reversés à des organisations caritatives. En mai 2021, la marque a distribué plus de 570 millions de dollars à des causes diverses. Il crée également le camp Hole in the Wall Gang (en), destiné aux enfants atteints de maladies graves, laissant un impact durable en dehors du cinéma.

## Biographie

### Jeunesse et formation
Paul Newman est né à Shaker Heights dans l'Ohio. Son père, Arthur Samuel Newman (1893–1950), était juif et dirigeait un magasin d'articles de sport ; Simon Newman et Hannah Cohn, ses grands-parents, étaient des immigrants de Hongrie et de Pologne,,,, et sa mère, Theresa Garth née Fetzer ou Fetsko (1894–1982) (slovaque : Terézia Fecková) à Ptičie dans le comté de Zemplén du royaume de Hongrie,, avec des racines slovaques et hongroises, était catholique, adepte de la science chrétienne. Elle travaille dans le magasin de son mari, tout en élevant ses deux fils, Arthur l'aîné et Paul.
Il passe une adolescence tranquille à Shaker Heights, un quartier WASP de la banlieue de Cleveland et remarque : « Nous étions la seule famille juive de la rue ». Il y est parfois surnommé « the boy from Shaker Heights » (« le garçon de Shaker Heights »).
Son père le destine alors à prendre sa suite dans son magasin d'articles de sport. Après une rixe, il est exclu de l'équipe de football de son école et se consacre alors au théâtre durant son temps libre : il joue son premier rôle au théâtre de l'école à l'âge de sept ans, où il est le bouffon de la cour dans Robin Hood ; à 10 ans, il se produit au Cleveland Play House (compagnie théâtrale régionale professionnelle) dans le Saint George and the Dragon, et devient un acteur notable en tant qu'ancien élève de leur programme de théâtre pour enfants Curtain Pullers. Diplômé du lycée Shaker Heights en 1943, il fréquente brièvement l'université de l'Ohio à Athens, où il est initié à la fraternité Phi Kappa Tau.

#### Service dans la marine

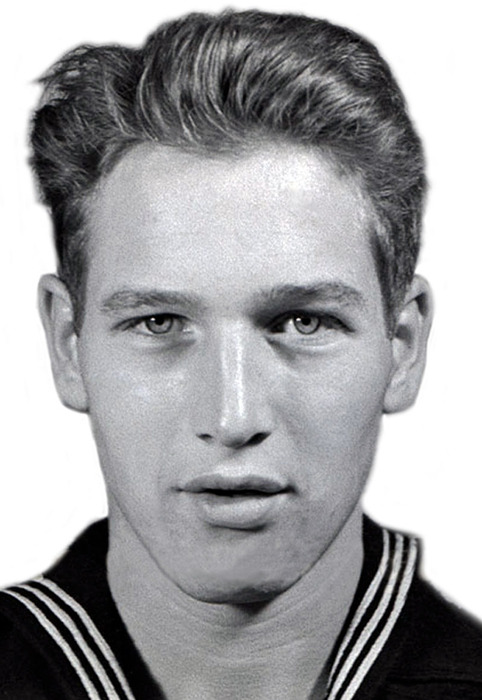
Paul Newman vers 1944-1945.

Durant la Seconde Guerre mondiale, il veut devenir pilote en s'inscrivant au programme de formation V-12 de l'US Navy à l'université Yale mais abandonne quand on découvre qu'il est daltonien.
Il participe, de 1943 à 1945, à la guerre du Pacifique en tant que radio mitrailleur d'un bombardier-torpilleur Grumman TBF Avenger. Il est envoyé à Barbers Point à Hawaii, ensuite affecté aux escadrons de torpilleurs de remplacement basés dans le Pacifique, principalement responsables de la formation des pilotes de combat et des équipages de remplacement, avec un accent particulier mis sur les appontages sur porte-avions. Plus tard, il vole en tant que mitrailleur de tourelle dans un bombardier-torpilleur Avenger. En tant que radio-mitrailleur, son unité est affectée au porte-avions Bunker Hill peu avant la bataille d'Okinawa au printemps 1945. Mais l'indisposition médicale du pilote de son avion le cloue au sol avec son équipage, alors que le reste de leur escadron part en mission : quelques jours plus tard, une attaque kamikaze tue plusieurs centaines de membres d'équipage et d'aviateurs, y compris des membres de l'unité de Newman à bord de l'USS Bunker Hill (CV-17),.
Touché pendant la bataille du golfe de Leyte, il est lui-même blessé[réf. nécessaire];[Information douteuse].

#### Théâtre
Après la guerre, il obtient son baccalauréat ès Arts en théâtre et économie au Kenyon College de Gambier, en 1949. Ensuite, il rejoint plusieurs troupes théâtrales comme les Belfry Players dans le Wisconsin ou les Woodstock Players dans l'Illinois pour tourner avec elles pendant plusieurs mois,. Ensuite, il intègre pendant un an l'école d'art dramatique de Yale dans le Connecticut, en 1951.
Newman arrive à New York la même année avec sa première épouse, Jackie Witte, s'installant dans la section St. George de Staten Island pour intégrer l'Actors Studio auprès de Lee Strasberg,.
Bientôt, il monte sur scène à Broadway et joue dans des pièces comme Picnic (1953) ou The desperate Hours (1955), qui lui permettent de se faire connaître.

### Acteur

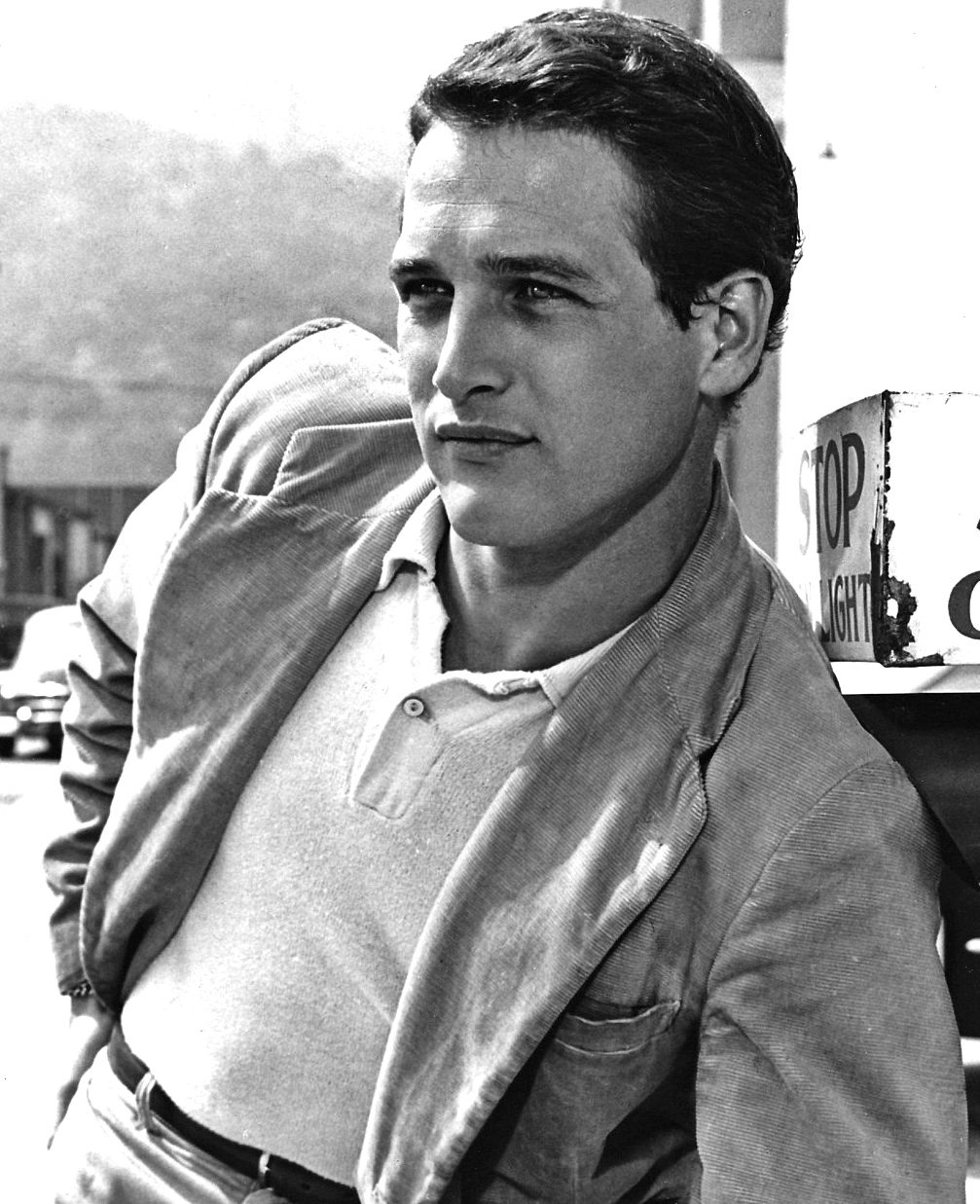
Publicité pour Paul Newman en 1954

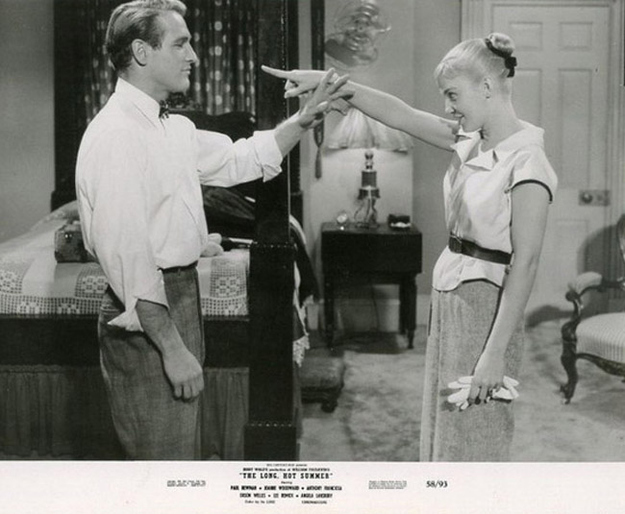
Paul Newman et Joanne Woodward dans Les Feux de l'été (1958).

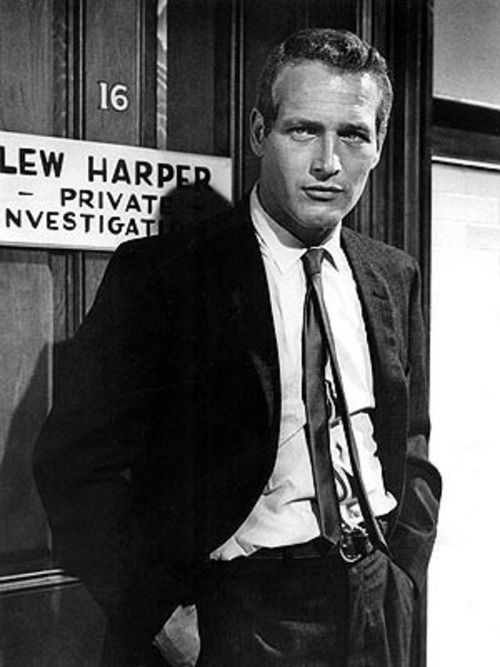
Paul Newman dans Détective privé (1966).

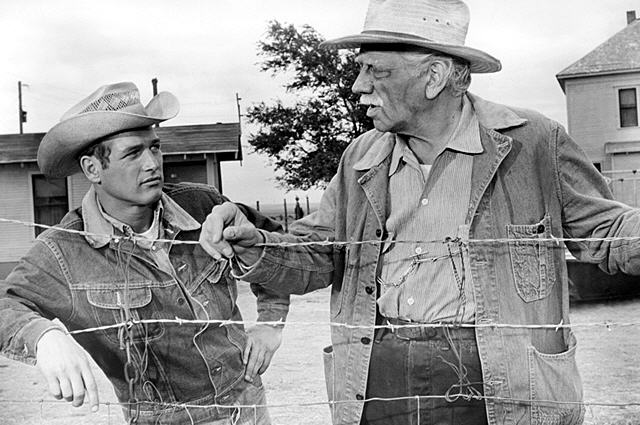
Paul Newman et Melvyn Douglas dans Le Plus Sauvage d'entre tous (1963).

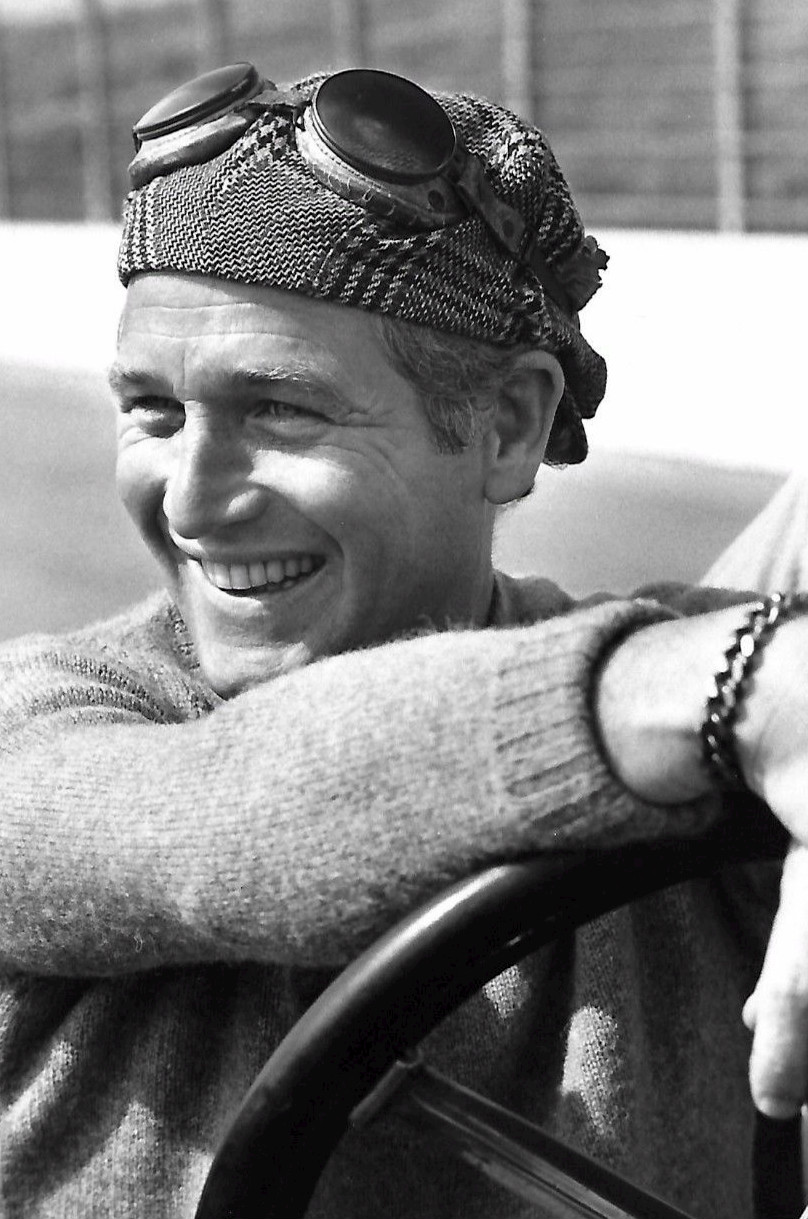
Paul Newman dans le documentaire Once Upon a Wheel en 1971.

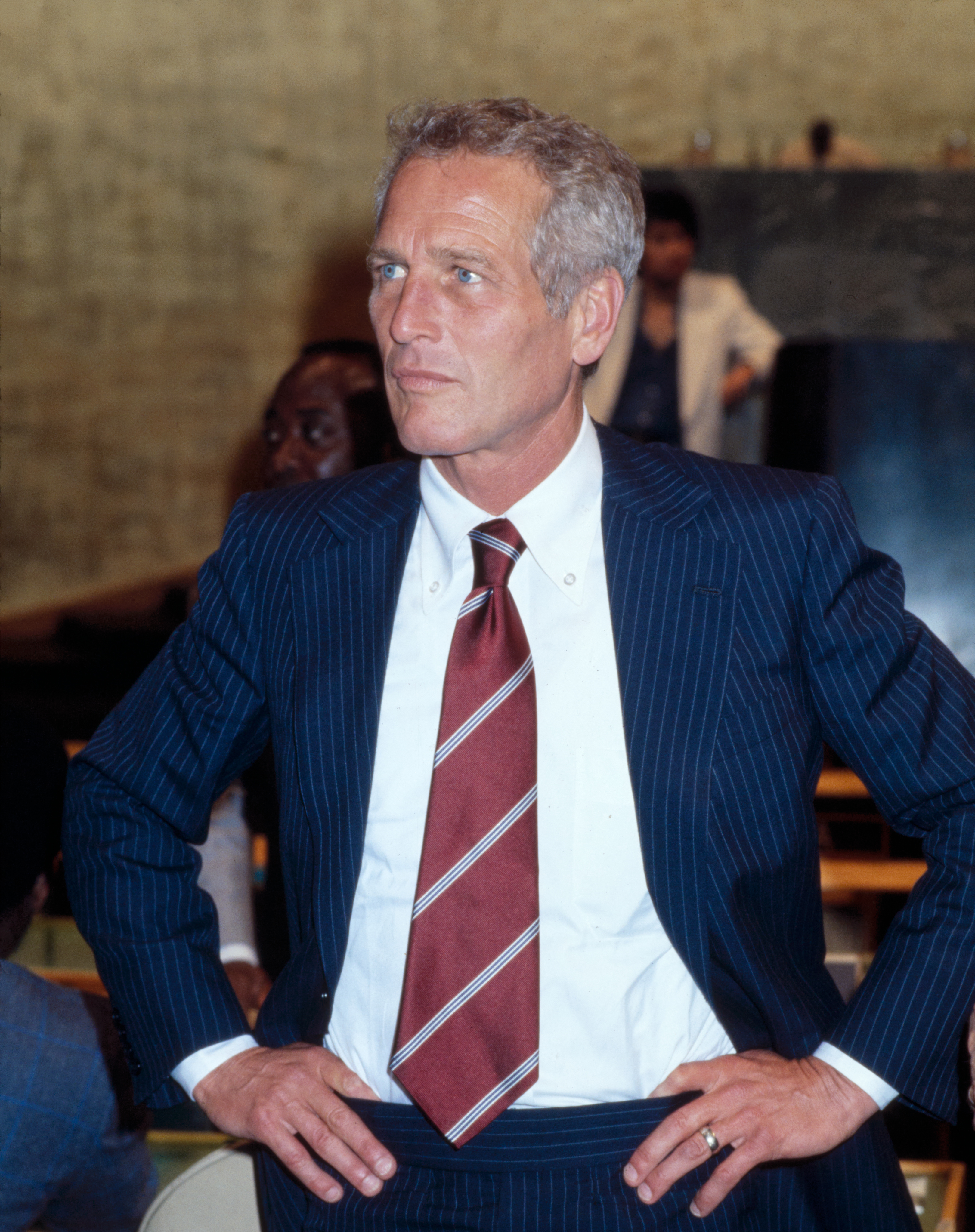
Paul Newman aux Nations unies en 1978

Paul Newman commence à jouer à la télévision et son premier rôle crédité figure dans un épisode de 1952 de la série Tales of Tomorrow. Au milieu des années 1950, il apparaît deux fois dans la série d'anthologie Appointment with Adventure sur CBS .
En 1954, il apparaît dans des bouts d'essai face à James Dean pour À l'est d'Eden d'Elia Kazan mais n'est pas retenu pour un rôle. La même année, il remplace James Dean en partageant la vedette avec Eva Marie Saint et Frank Sinatra dans une émission télévisée en direct et en couleur de Our Town, adaptation musicale de la pièce de théâtre de Thornton Wilder. Après la mort de James Dean, Newman le remplace encore dans le rôle d'un boxeur dans une adaptation télévisée de l'histoire d'Hemingway, The Battler, écrite par AE Hotchner, et diffusée en direct le 18 octobre 1955.
Il débute au cinéma à partir de 1954 dans un premier film avec Pier Angeli, Le Calice d'argent de Victor Saville. En 1956, il se met dans la peau d'un boxeur pour Robert Wise dans le film Marqué par la haine (Somebody Up There Likes Me), rôle initialement destiné à James Dean avant sa mort dans un accident de voiture,.

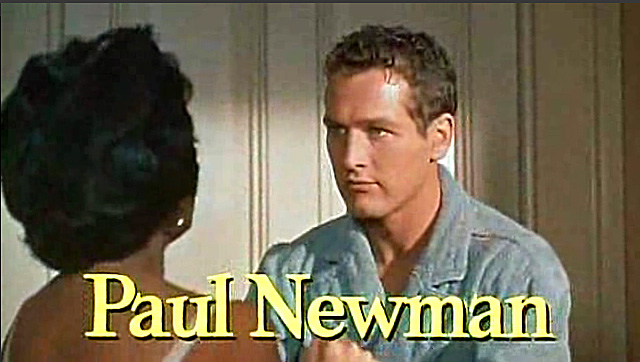
Paul Newman dans La Chatte sur un toit brûlant (1958).

En 1957, il retrouve Joanne Woodward, qu'il a connue comme doublure durant les représentations de la pièce Picnic, dans le drame Les Feux de l'été réalisé par Martin Ritt, en 1958. Il collaborera plus tard avec Martin Ritt pour quatre autres films : le film musical Paris Blues et les westerns Le Plus Sauvage d'entre tous, L'Outrage et Hombre.
Toujours en 1958, il incarne Billy the Kid dans le rôle initialement réservé à James Dean dans Le Gaucher d'Arthur Penn et interprète un homme tourmenté dans La Chatte sur un toit brûlant aux côtés d'Elizabeth Taylor, où il remporte sa première nomination aux Oscars.
En 1960, il joue dans le film historique Exodus et se fait remarquer l'année suivante en devenant un joueur de billard dans L'Arnaqueur réalisé par Robert Rossen. Il reprendra son rôle de L'Arnaqueur et donnera la réplique à Tom Cruise en 1986 dans La Couleur de l'argent, réalisé par Martin Scorsese. Avec ce film, Paul Newman décrochera enfin l'Oscar du meilleur acteur dans un premier rôle.

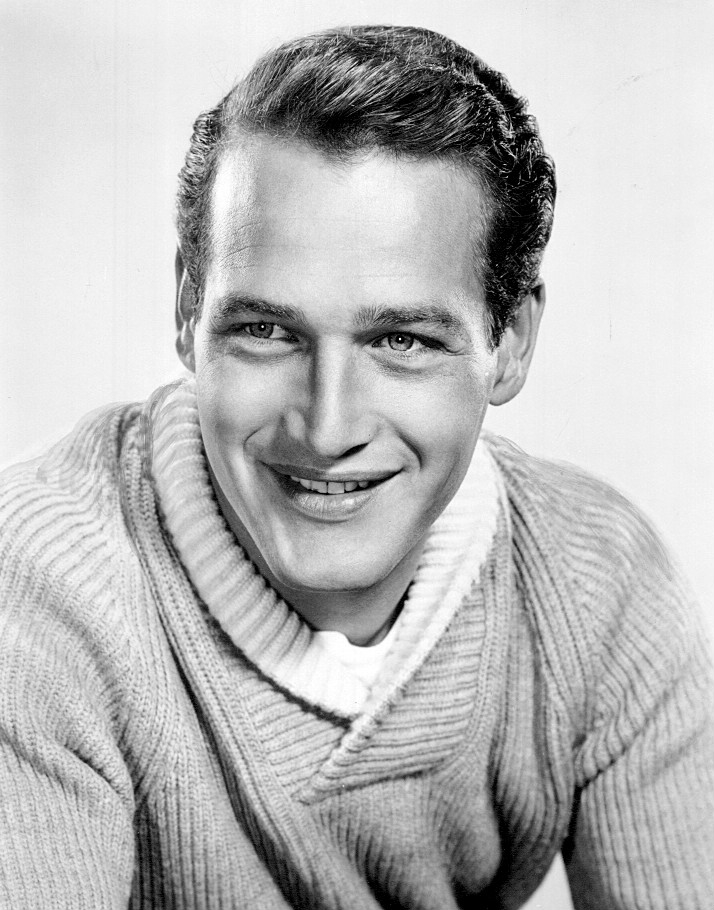
Paul Newman en 1958.

En 1963, il séduit les femmes et particulièrement Elke Sommer dans le film d'espionnage Pas de lauriers pour les tueurs (The Prize). En 1966, il est dirigé par Alfred Hitchcock dans le thriller Le Rideau déchiré.
D'autres rôles importants étoffent sa filmographie. Il joue notamment dans Luke la main froide (1967), le western Butch Cassidy et le Kid (1969) avec Robert Redford qu'il retrouve dans la comédie policière L'Arnaque (1973), le film catastrophe La Tour infernale (1974) avec Steve McQueen, Le Policeman (1981) ou encore Le Verdict (1982) avec Charlotte Rampling.
Il poursuit sa carrière d'acteur dans les années 1990 en tournant dans des films tels que Le Grand Saut des frères Coen (1994) ou encore Une bouteille à la mer avec Kevin Costner (1999).
En 2002, il incarne le mentor de Tom Hanks dans Les Sentiers de la perdition réalisé par Sam Mendes.
Il reçoit plusieurs prix dont le Golden Globe du meilleur acteur dans un second rôle dans une série, une mini-série ou un téléfilm et un Emmy Award pour la mini-série Empire Falls diffusée sur HBO en 2005. Par la suite, il prête sa voix au personnage de Doc Hudson dans le long-métrage d'animation Cars, sorti en 2006.

### Réalisateur
Dès 1959, Paul Newman s'intéresse à la réalisation. Il réalise un premier court métrage sur les méfaits du tabac : On the harmfulness of tobacco. Il poursuit dans cette voie avec le film Rachel, Rachel sorti en 1968 et dans lequel sa femme, Joanne Woodward, joue. Rachel, Rachel est nommé pour l'Oscar du meilleur film et Paul Newman remporte le Golden Globe du meilleur réalisateur.
Il réalise aussi Le Clan des irréductibles (1971), De l'influence des rayons gamma sur le comportement des marguerites (1972), L'Affrontement (1984) et La ménagerie de verre (1986).

### Engagements
Parallèlement à sa carrière d'acteur, Newman se lance dans diverses actions caritatives et d'entrepreneuriat.
En 1980, il fonde le Centre Scott Newman dans le but d'aider les personnes toxicomanes ou alcooliques, en souvenir de son fils Scott Newman (en), mort d'une surdose.
En 1982, il crée une marque de produits alimentaires Newman's Own dont les bénéfices sont versés à des organismes qui prennent en charge les enfants atteints du cancer ou de maladies du sang.

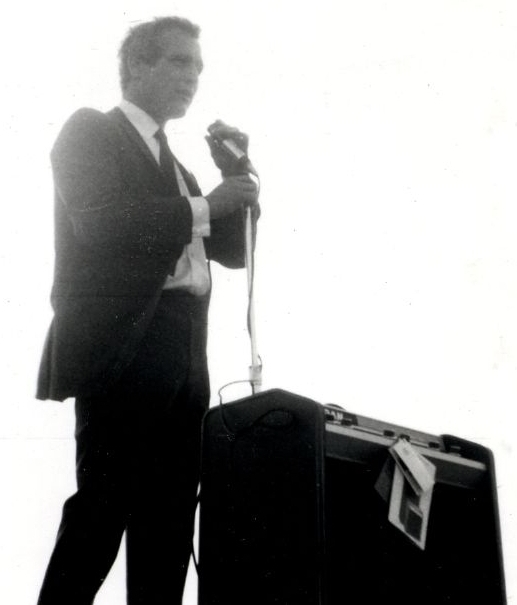
Paul Newman lors d'un meeting de soutien à Eugene McCarthy (1968)

Très actif au sein du Mouvement pour les droits civiques, il devient en 1968 délégué du Connecticut à la convention du Parti démocrate et participe aux campagnes électorales d'Eugene McCarthy et George McGovern dans le cadre des primaires en vue de l'élection présidentielle[réf. nécessaire]. Il prend aussi part aux conférences pour le désarmement nucléaire. A ce titre au côté de Shirley MacLaine, il se rend, au premier semestre de 1987, à Moscou, pour presser Ronald Reagan de répondre positivement aux propositions de paix de Gorbatchev.
Alors qu'elle évoquait les inégalités salariales entre les hommes et les femmes, l'actrice Susan Sarandon a révélé dans une interview que Paul Newman lui avait cédé une partie de son salaire en 1998 lors du tournage du film L'Heure magique.
Il a également pris position pour la défense des droits des homosexuels. Il a notamment déclaré : « Je soutiens les droits des gays. Et je les soutiens ouvertement. Depuis tout petit, je n'ai jamais pu comprendre les attaques envers la communauté gay. Les êtres humains ont tant de qualités. Quand j'ai fini de faire le tour de tout ce que j'admire vraiment chez une personne, ce qu'elle peut faire avec ses parties intimes arrive tellement en bas de la liste que ça devient insignifiant ».
L'un des bénéficiaires de sa philanthropie est le camp Hole in the Wall Gang (en), un camp d'été résidentiel pour enfants gravement malades situé à Ashford au Connecticut, que Newman a cofondé en 1988. Il doit son nom au gang de son film Butch Cassidy et le Kid (1969), et au repaire historique et réel des hors-la-loi de Hole-in-the-Wall dans les montagnes du nord du Wyoming. La fraternité universitaire de Newman, Phi Kappa Tau (en), adopte son camp Hole in the Wall du Connecticut comme « philanthropie nationale » en 1995. Le camp d'origine s'est développé pour devenir plusieurs camps Hole in the Wall aux États-Unis, en Irlande, en France et en Israël. En 1988, Newman fonde le SeriousFun Children's Network (en), une famille mondiale de camps d'été et de programmes pour les enfants atteints de maladies graves. En 2006, il cofonde également Safe Water Network (en) avec John C. Whitehead (en), ancien président de Goldman Sachs, et Josh Weston, ancien président d'ADP, pour améliorer l'accès à l'eau potable dans les communautés mal desservies du monde entier.

### Sport automobile

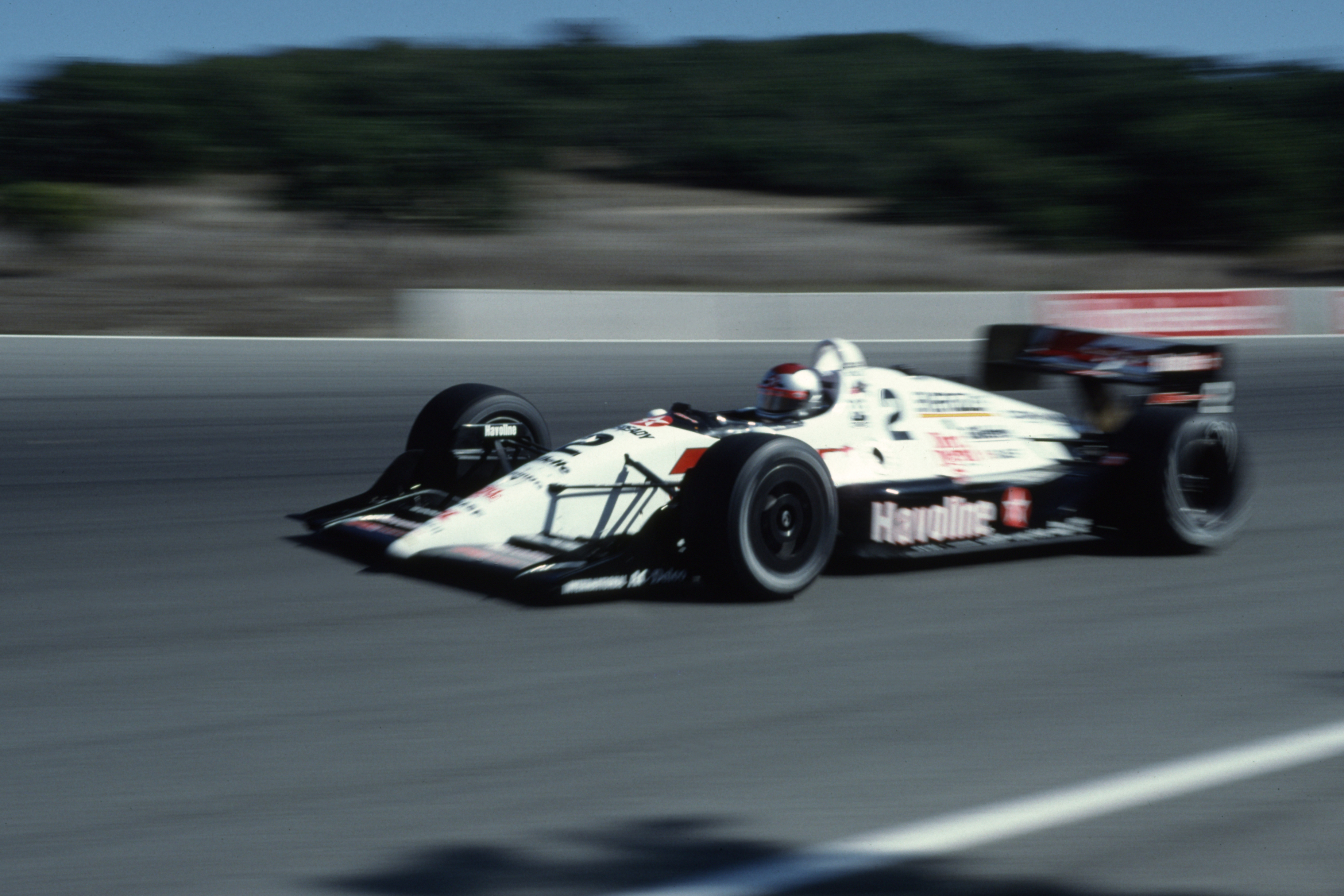
Michael Andretti sur une monoplace du Newman/Haas Racing en 1991.

Paul Newman est également connu pour son implication dans le sport automobile,. Il découvre la compétition automobile en 1968, à l'occasion du tournage du film Virages dans lequel il jouait le rôle principal, celui d'un pilote des 500 miles d'Indianapolis tentant de concilier sa carrière et sa vie sentimentale.
Passionné par ce sport, il met à profit sa célébrité pour devenir pilote automobile. Compte tenu de son âge (54 ans) et bien qu'il ne vise pas les sommets, Newman parvient à se hisser à la deuxième place des 24 heures du Mans 1979 en équipage avec Rolf Stommelen et Dick Barbour sur une Porsche 935 du Dick Barbour Racing.

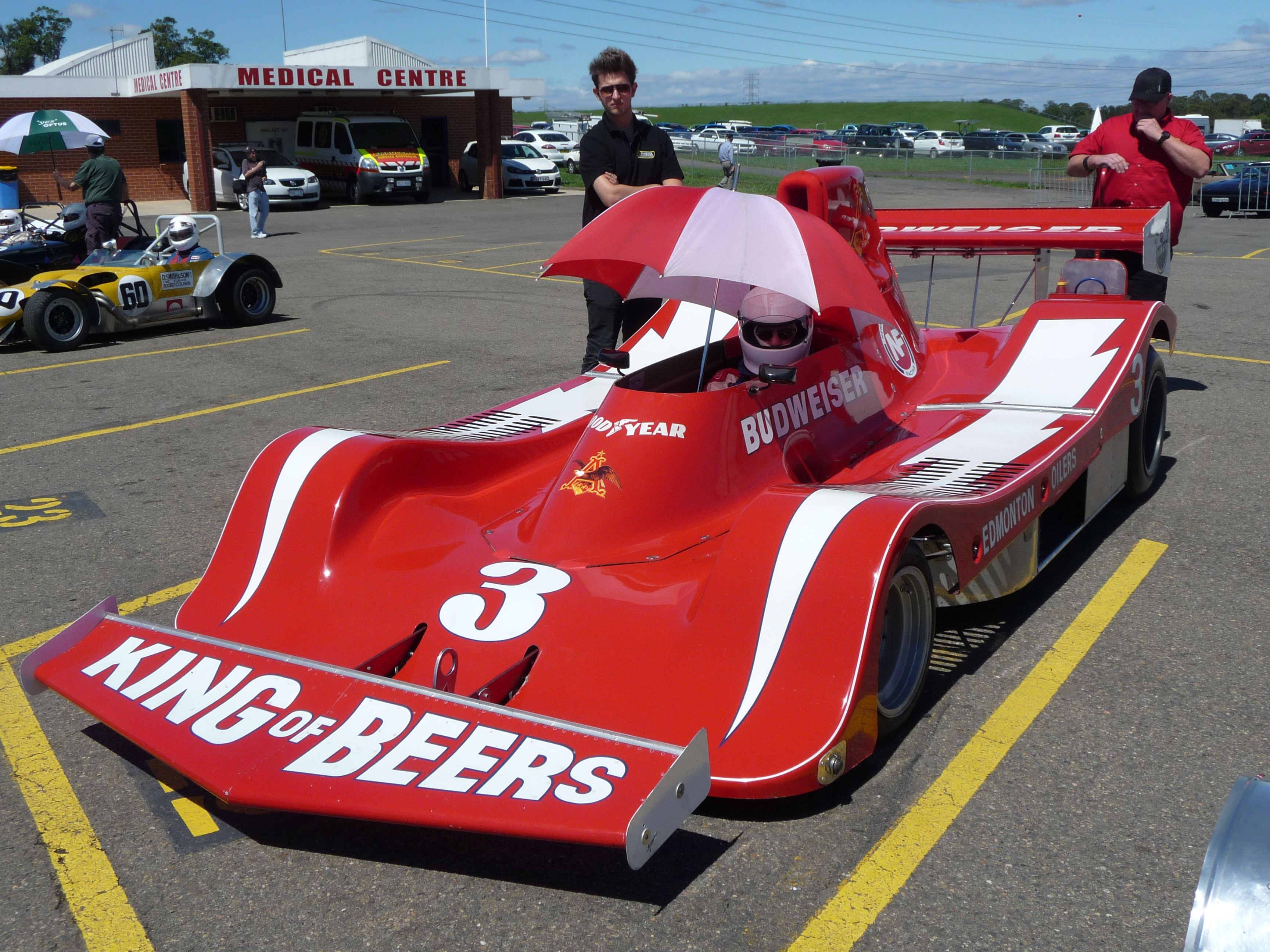
Une ancienne voiture de course de l'écurie de Paul Newman, photo prise en 2011.

En 1995, Paul Newman remporte aussi une victoire de catégorie à l'occasion des 24 heures de Daytona (3e au classement général sur une Ford Mustang, après une 5e place en 1977 sur une Ferrari 365 GTB). Un modèle de la célèbre marque horlogère Rolex la Rolex Daytona sera d'ailleurs baptisé par les collectionneurs Paul Newman Daytona.
L'engouement de Paul Newman pour la course se renforce en 1978 avec la création d'une écurie de CanAm à son nom. Puis en 1983, Paul Newman associe son écurie de CART/Champ Car avec Carl Haas, une figure bien connue du sport automobile américain. Depuis sa création, l'écurie Newman/Haas Racing (devenue Newman/Haas/Lanigan Racing en 2007 et qui participe depuis 2008 au championnat IndyCar Series) est devenue l'une des plus célèbres des courses américaines. Des pilotes tels que Mario Andretti, Michael Andretti, Nigel Mansell, Cristiano da Matta ou plus récemment Sébastien Bourdais y ont notamment brillé. En 2005, à 80 ans, Newman a même repris le volant lors des 24 heures de Daytona en compagnie de ses pilotes Sébastien Bourdais et Bruno Junqueira.

### Dernières années
En mai 2007, Paul Newman annonce la fin de sa carrière d'acteur.
Il meurt le 26 septembre 2008 à l'âge de 83 ans d'un cancer des poumons,, à son domicile de Westport dans le Connecticut,,.

### Vie privée

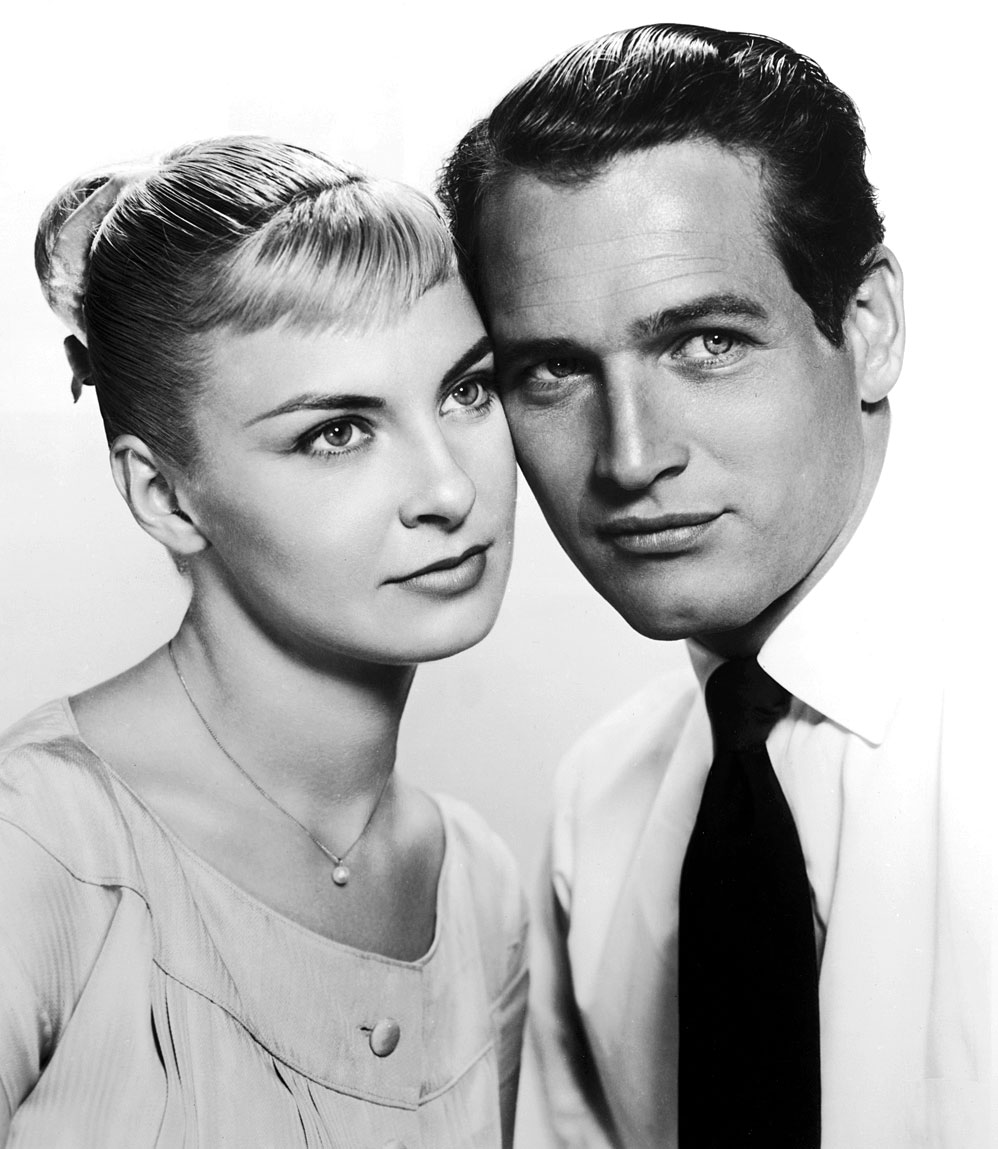
Joanne Woodward et Paul Newman.

Le 27 décembre 1949, Paul Newman épouse Jacqueline Emily Witte (née dans l'Illinois, en 1929). De ce mariage naissent trois enfants : Scott Newman (en) (né en 1950 et mort d'une surdose en novembre 1978), Susan Kendall Newman (née en 1953) et Stephanie Newman (née en 1954). Le couple divorce en janvier 1958.
La même année, l'acteur se remarie à Las Vegas avec l'actrice Joanne Woodward qu'il a rencontrée au début des années 1950. Ils ont trois filles : Nell Newman (en) (née en 1959), Melissa Newman (en) (née en 1961) et Claire Olivia Newman (née en 1965). Ils fêtent leurs cinquante ans de mariage en janvier 2008.
Paul Newman est le parrain de l'acteur Jake Gyllenhaal.
L'acteur a déclaré : « Je fais des films, je joue, je suis époux et père pour une seule et unique raison : me sentir vivre ». Concernant son tardif Oscar du meilleur acteur pour le film La Couleur de l'argent, un an après avoir reçu un Oscar d'honneur pour l'ensemble de sa carrière, il déclarait : « C'est comme avoir fait la cour à une belle femme pendant quatre-vingts ans. Elle finit par céder et l'on dit : « Je suis vraiment désolé, mais je suis un peu fatigué » ».

## Filmographie

### Acteur
| Cinéma      | Cinéma                          | Cinéma                                                         | Cinéma                         | Cinéma                                     |
| Années      | Titres français                 | Titres originaux                                               | Réalisateurs                   | Rôles                                      |
| Années 1950 | Années 1950                     | Années 1950                                                    | Années 1950                    | Années 1950                                |
| ----------- | ------------------------------- | -------------------------------------------------------------- | ------------------------------ | ------------------------------------------ |
| 1954        | Le Calice d'argent              | The Silver Chalice                                             | Victor Saville                 | Basil                                      |
| 1956        | Marqué par la haine             | Somebody Up There Likes Me                                     | Robert Wise                    | Rocky Barbella Graziano                    |
| 1956        | Le Supplice des aveux           | The Rack                                                       | Arnold Laven                   | Capitaine Edward W. Hall Jr.               |
| 1957        | Pour elle un seul homme         | The Helen Morgan Story                                         | Michael Curtiz                 | Larry Maddux                               |
| 1957        | Femmes coupables                | Until They Sail                                                | Robert Wise                    | Capitaine Jack Harding                     |
| 1958        | Les Feux de l'été               | The Long, Hot Summer                                           | Martin Ritt                    | Ben Quick                                  |
| 1958        | Le Gaucher                      | The Left Handed Gun                                            | Arthur Penn                    | Billy the Kid                              |
| 1958        | La Chatte sur un toit brûlant   | Cat on a Hot Tin Roof                                          | Richard Brooks                 | Brick Pollitt                              |
| 1958        | La Brune brûlante               | Rally 'Round the Flag, Boys!                                   | Leo McCarey                    | Harry Bannerman                            |
| 1959        | Ce monde à part                 | The Young Philadelphians                                       | Vincent Sherman                | Anthony "Tony" Judson Lawrence / Narrateur |
| Années 1960 |                                 |                                                                |                                |                                            |
| 1960        | Du haut de la terrasse          | From the Terrace                                               | Mark Robson                    | David Alfred Eaton                         |
| 1960        | Exodus                          | Exodus                                                         | Otto Preminger                 | Ari Ben Canaan                             |
| 1961        | L'Arnaqueur                     | The Hustler                                                    | Robert Rossen                  | Eddie Felson "Eddie Vite-fait"             |
| 1961        | Paris Blues                     | Paris Blues                                                    | Martin Ritt                    | Ram Bowen                                  |
| 1962        | Doux Oiseau de jeunesse         | Sweet Bird of Youth                                            | Richard Brooks                 | Chance Wayne                               |
| 1962        | Aventures de jeunesse           | Hemingway's Adventures of a Young Man                          | Martin Ritt                    | le Guerrier                                |
| 1963        | Le Plus Sauvage d'entre tous    | Hud                                                            | Martin Ritt                    | Hud Bannon                                 |
| 1963        | La Fille à la casquette         | A New Kind of Love                                             | Melville Shavelson             | Steve Sherman                              |
| 1963        | Pas de lauriers pour les tueurs | The Prize                                                      | Mark Robson                    | Andrew Craig                               |
| 1964        | Madame Croque-maris             | What a Way to Go!                                              | J. Lee Thompson                | Larry Flint                                |
| 1964        | L'Outrage                       | The Outrage                                                    | Martin Ritt                    | Juan Carrasco                              |
| 1965        | Lady L.                         | Lady L.                                                        | Peter Ustinov                  | Armand Denis                               |
| 1966        | Détective privé                 | Harper                                                         | Jack Smight                    | Lew Harper                                 |
| 1966        | Le Rideau déchiré               | Torn Curtain                                                   | Alfred Hitchcock               | Professeur Michael Armstrong               |
| 1967        | Hombre                          | Hombre                                                         | Martin Ritt                    | John Russell                               |
| 1967        | Luke la main froide             | Cool Hand Luke                                                 | Stuart Rosenberg               | Lucas "Luke" Jackson                       |
| 1968        | Évasion sur commande            | The Secret War of Harry Frigg                                  | Jack Smight                    | Soldat Harry Frigg                         |
| 1969        | Virages                         | Winning                                                        | James Goldstone                | Frank Capua                                |
| 1969        | Butch Cassidy et le Kid         | Butch Cassidy and the Sundance Kid                             | George Roy Hill                | Butch Cassidy                              |
| Années 1970 |                                 |                                                                |                                |                                            |
| 1970        | WUSA                            | WUSA                                                           | Stuart Rosenberg               | Rheinhardt                                 |
| 1970        | Le Clan des irréductibles       | Sometimes a Great Notion                                       | Paul Newman                    | Hank Stamper                               |
| 1972        | Les Indésirables                | Pocket Money                                                   | Stuart Rosenberg               | Jim Kane                                   |
| 1972        | Juge et Hors-la-loi             | The Life and Times of Judge Roy Bean                           | John Huston                    | Juge Roy Bean                              |
| 1973        | Le Piège                        | The Mackintosh Man                                             | John Huston                    | Joseph Rearden                             |
| 1973        | L'Arnaque                       | The Sting                                                      | George Roy Hill                | Henry "Shaw" Gondorff                      |
| 1974        | La Tour infernale               | The Towering Inferno                                           | John Guillermin et Irwin Allen | Douglas Roberts, l'architecte              |
| 1975        | La Toile d'araignée             | The Drowning Pool                                              | Stuart Rosenberg               | Lew Harper                                 |
| 1976        | Buffalo Bill et les Indiens     | Buffalo Bill and the Indians, or Sitting Bull's History Lesson | Robert Altman                  | William F. Cody "Buffalo Bill"             |
| 1976        | La Dernière Folie de Mel Brooks | Silent Movie                                                   | Mel Brooks                     | lui-même                                   |
| 1977        | La Castagne                     | Slap Shot                                                      | George Roy Hill                | Reggie "Reg" Dunlop                        |
| 1979        | Quintet                         | Quintet                                                        | Robert Altman                  | Essex                                      |
| Années 1980 |                                 |                                                                |                                |                                            |
| 1980        | Le Jour de la fin du monde      | When Time Ran Out                                              | James Goldstone                | Hank Henderson                             |
| 1981        | Le Policeman                    | Fort Apache, The Bronx                                         | Daniel Petrie                  | Murphy                                     |
| 1981        | Absence de malice               | Absence of Malice                                              | Sydney Pollack                 | Michael Colin Gallagher                    |
| 1982        | Le Verdict                      | The Verdict                                                    | Sidney Lumet                   | Frank Galvin                               |
| 1984        | L'Affrontement                  | Harry & Son                                                    | Paul Newman                    | Harry Keach                                |
| 1986        | La Couleur de l'argent          | The Color of Money                                             | Martin Scorsese                | "Fast Eddie" Felson                        |
| 1989        | Les Maîtres de l'ombre          | Fat Man and Little Boy                                         | Roland Joffé                   | Général Leslie Richard Groves              |
| 1989        | Blaze                           | Blaze                                                          | Ron Shelton                    | Gouverneur Earl K. Long                    |
| Années 1990 |                                 |                                                                |                                |                                            |
| 1990        | Mr. and Mrs. Bridge             | Mr. and Mrs. Bridge                                            | James Ivory                    | Walter Bridge                              |
| 1994        | Le Grand Saut                   | The Hudsucker Proxy                                            | Joel Coen                      | Sidney J. Mussburger                       |
| 1994        | Un homme presque parfait        | Nobody's Fool                                                  | Robert Benton                  | Donald "Sully" Sullivan                    |
| 1998        | L'Heure magique                 | Twilight                                                       | Robert Benton                  | Harry Ross                                 |
| 1999        | Une bouteille à la mer          | Message in a Bottle                                            | Luis Mandoki                   | Dodge Blake                                |
| Années 2000 |                                 |                                                                |                                |                                            |
| 2000        | En toute complicité             | Where the Money Is                                             | Marek Kanievska                | Henry Manning                              |
| 2002        | Les Sentiers de la perdition    | Road to Perdition                                              | Sam Mendes                     | John Rooney                                |
| 2006        | Cars                            | Cars                                                           | John Lasseter et Joe Ranft     | Doc Hudson (voix)                          |
| 2006        | Martin et la Lumière fantôme    | Mater and the Ghostlinght                                      | Dan Scanlon                    | Doc Hudson (voix - court-métrage)          |

### Narrateur
- 1966 : A Year Toward Tomorrow, court métrage documentaire récompensé par un Oscar en 1967.

### Réalisateur
- 1968 : Rachel, Rachel
- 1971 : Le Clan des irréductibles (Sometimes a Great Notion)
- 1972 : De l'influence des rayons gamma sur le comportement des marguerites (The Effect of Gamma Rays on Man-in-the-Moon Marigolds)
- 1980 : L'Écrin de l'ombre (The Shadow Box) (TV)
- 1984 : L'Affrontement (Harry and Son)
- 1987 : La Ménagerie de verre (The Glass Menagerie)

### Scénariste
- 1984 : L'Affrontement (Harry and Son)

### Producteur
- 1968 : Rachel, Rachel
- 1970 : Portrait d'une enfant déchue (Puzzle of a Downfall Child)
- 1971 : Le Clan des irréductibles (Sometimes a Great Notion)
- 1972 : De l'influence des rayons gamma sur le comportement des marguerites (The effect of gamma rays on Man-in-the-Moon Marigolds)

#### Producteur délégué
- 1969 : Butch Cassidy et le Kid (Butch Cassidy and the Sundance Kid)
- 1972 : Juge et Hors-la-loi (The Life and Times of Judge Roy Bean), de John Huston

## Distinctions

### Récompenses

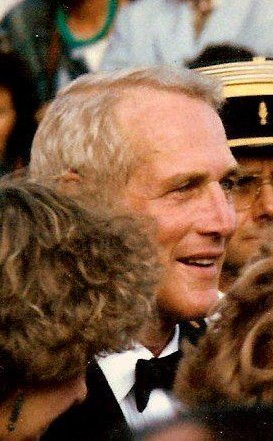
Paul Newman au Festival de Cannes 1987.

- Golden Globes 1957 : Révélation masculine de l'année pour Le Calice d'argent
- Festival de Cannes 1958 : Prix d'interprétation masculine pour Les Feux de l'été
- BAFA 1962 : Meilleur acteur pour L'Arnaqueur
- Golden Globes 1963 : Henrietta Award
- Golden Globes 1965 : Henrietta Award
- Golden Globes 1968 : Meilleur réalisateur pour Rachel, Rachel
- Laurel Awards : Laurel Award de la Star masculine
- Golden Globes 1968 : Cecil B. DeMille Award
- Oscars 1986 : Oscar d'honneur
- Oscars 1987 : Meilleur acteur pour La Couleur de l'argent
- Screen Actors Guild Awards 1986 : Life Achievement Award
- Oscars 1984 : prix humanitaire Jean-Hersholt
- Berlinale 1995 : Ours d'argent du meilleur acteur pour Un homme presque parfait
- Screen Actors Guild Awards 2006 : Meilleur acteur dans une mini-série ou un téléfilm pour Empire Falls
- Golden Globes 2006 : Meilleur acteur dans un second rôle dans une série, une mini-série ou un téléfilm pour Empire Falls
- Academy of Television Arts and Sciences 2006 : Meilleur acteur dans un second rôle dans une mini-série ou un téléfilm pour Empire Falls

### Nominations
- Oscars 1959 : Meilleur acteur pour La Chatte sur un toit brûlant
- Oscars 1962 : Meilleur acteur pour L'Arnaqueur
- Oscars 1964 : Meilleur acteur pour Le Plus Sauvage d'entre tous
- Oscars 1968 : 
  - Meilleur acteur pour Luke la main froide
  - Meilleur film pour Rachel, Rachel
- Oscars 1982 : Meilleur acteur pour Absence de malice
- Oscars 1983 : Meilleur acteur pour Le Verdict
- Oscars 1995 : Meilleur acteur pour Un homme presque parfait
- Oscars 2003 : Meilleur acteur dans un second rôle pour Les Sentiers de la Perdition

### Prix
- 1953 : Theatre World Awards[36]
- 1991 : prix des quatre libertés de Roosevelt - Médaille de la Liberté à Hyde Park
- 1992 : Kennedy Center Honors
- 1994 : prix humanitaire Jean-Hersholt

### Décoration
- Commandeur de l'ordre des Arts et des Lettres (29 avril 1994[37])

## Voix francophones
Marc Cassot et Marcel Bozzuffi furent durant de nombreuses années les voix françaises régulières de Paul Newman. À la mort de Marcel Bozzuffi en 1988, Marc Cassot devint la seule voix régulière de Paul Newman.